# Magyarország világörökségi helyszínei
Magyarország területéről eddig nyolc helyszín került fel a világörökségi listára, tizenegy helyszín a javaslati listán várakozik a felvételre.
| | Hollókő |
| 1987 |         |
| Kulturális (V) |         |
| Védett terület: 144,5 ha, hivatkozás: 401 |         |
| A Budapesttől körülbelül 100 kilométerre, a Cserhát hegységben fekvő Hollókő máig őrzi középkori jellegét. Az egyutcás falu 126 házán és mezőgazdasági épületén látható milyen volt egy hagyományos közép-európai falu a 20. századi agrárforradalom előtt. A családok első generációi az út két oldalán telepedtek le, a következő generációk a parcellák hátsó végében építették fel házaikat. A lakóházak stílusában és építési módjában felismerhetőek a palóc hagyományok, utcafrontjuk oromzatos, utcai és udvari oldalukon tornáccal. A lakosok nem tartották be a fával való építkezés 1783-as tilalmát, ezért többször is tűzvész pusztított a településen. Ezek utána házakat hagyományos módszerekkel építették újjá. A falu közepén áll a fazsindellyel fedett katolikus templom. A település tövében épült 13. századi vár a 18. században elpusztult, azóta romos állapotban van. A falu házainak többsége ma is lakott, az egyikben alakították ki a falumúzeumot. |         |

| | Budapest |
| 1987, kiterjesztés: 2002 |          |
| Kulturális (II)(IV) |          |
| Védett terület: 473,3 ha, puffer zóna: 493,8 ha, hivatkozás: 400 |          |
| Budapest a világ egyik legszebb panorámáját nyújtó városa. A világörökségi helyszínhez a budai Várnegyed, a Duna két partja és az Andrássy út tartozik. A Várnegyed keskeny utcáiban gótikus és reneszánsz elemeket magukba foglaló házak láthatók. A Szentháromság téren áll a Mátyás-templom, amit 1250-ben kezdtek építeni. A Duna hídjai közül a legrégebbi és legismertebb a Lánchíd, amit 1839 és 1849 között építettek. Buda és Pest egyesítésének jelképe lett, ami 1873-ban vált hivatalossá. A Magyar Tudományos Akadémia megalapításával és a Parlament megépítésével az Osztrák-Magyar Monarchia második fővárosának jelentősége megnőtt. A ma városközpontban lévő Andrássy út egy akkor még szabályozatlan külvárosi területen épült ki átalakítva a környék városszerkezetét. 1893-96 között megépült a kontinentális Európa első földalattija ami további épületek létrehozásához vezetett. |          |

| | Az Aggteleki-karszt és a Szlovák-karszt barlangjai |
| Magyarország és Szlovákia közös világörökségi helyszíne |                                                    |
| 1995, kiterjesztés: 2000 |                                                    |
| Természeti(VIII) |                                                    |
| Védett terület: 56 650,6 ha, puffer zóna: 86 797,30 ha, hivatkozás: 725 |                                                    |
| Az Aggteleki- és Szlovák-karszt barlangjai Magyarország és Szlovákia közös világörökségi helyszíne. A két ország határvidékén található kiterjedt területen eddig 712 barlangot tártak fel. A jellegzetes mérsékelt övi karsztrendszerben egy jéggel teli szakadék is található ami, tengerszint feletti magasságát figyelembe véve egyedülálló Európában. A barlangban nagyméretű sztalaktitok és sztalagmitok alakultak ki és több tízmillió év történetét lehet a helyszínen tanulmányozni. Megkövült állatmaradványok (fosszíliák) is előkerültek, és a barlangokban lakó kőkori emberekről is találtak bizonyítékokat. A barlangrendszer egy része látogatható, legfőbb látványosság a Baradla-barlang hatalmas álló és függő cseppköveivel. A második legnagyobb (Béke) barlangot 1965-ben gyógybarlanggá nyilvánították, légzőszervi megbetegedésben szenvedőket gyógyítanak benne. A Szlovák-karszt egyik látványos eleme a Dévényfalvi Szabadság-barlang. |                                                    |

| | Pannonhalmi Bencés Főapátság |
| 1996 |                              |
| Kulturális (IV)(VI) |                              |
| Védett terület: 47,4 ha, hivatkozás: 758 |                              |
| A bencések által épített hajdani Szent Márton-monostor volt az egyik legjelentősebb központ ahonnan a kereszténység elterjedt Magyarországon. A szerzetesek 996-ban jelentek meg a dombvidéken, a monostor alapítása Géza fejedelemhez köthető, majd I. (Szent) István főapátsági rangra emelte. A ma is látható templom a harmadik ezen a helyen, legrégebbi megmaradt eleme a két korábbi épület romjaira emelt, 1255-ben felszentelt társkáptalani templom. Feltételezhető, hogy a kórus alatti kripta is a korábbi templom alapjaira épült. Az épületegyüttesben számos román és gótikus stílusú műalkotás látható. 1472-ben az uralkodó tulajdonában került és elkezdték felújítani, ekkor épült a késő gótikus kerengő is. Később a kolostor egy tűzvészben károsodott, majd 1594-ben a törökök elfoglalták. A szerzetesek 1638-as visszatérése után épültek az apátság barokk stílusú részei, köztük a refektórium. A 19. század első felében klasszicista stílusban átépítették az apátság egyes részeit, ekkor készült el az 55 méter magas nyugati torony és a könyvtár díszterme, ahol értékes kéziratokat és ősnyomtatványokat is őriznek. Az épületegyüttesben jelenleg is élnek szerzetesek akik egy iskolát is működtetnek. |                              |

| | Hortobágyi Nemzeti Park |
| 1999 |                         |
| Kulturális (IV)(V) |                         |
| Védett terület: 74 820 ha, puffer zóna: 199 380 ha, hivatkozás: 474 |                         |
| A kelet-magyarországi Hortobágy pusztája Európa legnagyobb egybefüggő természetes füves térsége. Mielőtt a mongolok és később a törökök felégették az itteni falvakat erdős térség volt, majd a visszatelepülők állatai letarolták a növényzetet, így alakult ki mai képe. Az 1973-ban létrehozott Hortobágy Nemzeti Parkhoz a pusztán kívül hozzátartozik a Nagykunság egy jelentős része is. A területen hagyományos állattartást és legeltetést folytatnak, és olyan ősi magyar állatfajtákat tartanak mint a szürke marha. A vízfolyások miatt már a 13. században kőhidakat építettek a pusztában, a hidak közül leghíresebb a kilenclyukú híd. A Puszta másik jellegzetes épülettípusa a csárda, ezek a 18. és a 19. században épültek. Ezek a fogadók általában két egymással szemben álló földszintes épületből állnak, amelyben kocsmák, vendégszobák és istállók is voltak. A nemzeti park gondoskodik a puszta egyedi jellegzetességeinek és hagyományainak megőrzéséről. |                         |

| | Pécsi ókeresztény sírkamrák |
| 2000 |                             |
| Kulturális (III)(IV) |                             |
| Védett terület: 3,76 ha, puffer zóna: 4,87 ha, hivatkozás: 853 |                             |
| Pannóniában, az egykori római provinciában alapított Sopianae – a mai Pécs – városának 4. századi ókeresztény közössége temetőjében kápolnát, sírkamrákat és épített sírokat is épített. A késő római temető a mai belváros északnyugati részén a székesegyház környékén található. A sírépítmények többsége eredetileg a föld fölött volt. A temetőt már a 18. század végén ismerték, a leghíresebb, az I. számú Péter-Pál sírkamrát 1782-ben fedezték fel a dongaboltozatán tökéletesen fennmaradt festményekkel. A kétszintes kamra festményein Péter és Pál apostol, Mária, József, Noé, valamint Ádám és Éva látható. Jelentős a II. számú, úgynevezett Korsós sírkamra is, ahol egy falfülkében az oltáriszentség megjelenítéseként is értelmezhető kancsó és pohár látható. Ezen kívül fontos építészeti lelet még két kápolna maradványa, ebből az egyik az 5-6. századra datálható. A kétszintes épületeknek kettős funkciójuk volt, egyszerre voltak temetkezési helyek és kápolnák ahol a szertartásokat végezték. Az ókeresztény sírkamrák közül három látogatható. |                             |

| | Fertő-táj |
| Magyarország és Ausztria közös világörökségi helyszíne |           |
| 2001 |           |
| Kulturális (V) |           |
| Védett terület: 68 369 ha, puffer zóna: 6 347 ha, hivatkozás: 772 |           |
| A Fertő-táj Magyarország és Ausztria közös világörökségi helyszíne. A tó nyugati partját szegélyező dombok a Soproni-hegység nyúlványai, de földtanilag a Kisalföldhöz tartoznak. Kétharmada Ausztriához, többi része Magyarországhoz tartozik. Az Adriát a Baltikummal összekötő kereskedelmi út mellett fekszik, ezért már 8000 évvel ezelőtt is kultúrák találkozási helye volt. Magyar oldalon a Fertő–Hanság Nemzeti Park és a fertődi Esterházy-kastély áll védelem alatt, míg osztrák oldalról több község mellett a Neusiedler és Seewinkel park tartoznak a helyszínhez. A tó körüli erdőirtás és lecsapolás után a gazdasági hasznosítás ellenére is sikerült a természetes élőhelyek megóvása. Az enyhén sós tavat teljes partvonalán nádas veszi körül, a körülötte lévő ingovány helyenként 3 kilométer széles. A korábbi korok emlékét régészeti lelőhelyek, ókori szentélyek maradványai, szőlőskertek és kastélyok őrzik. A falvakat a középkori szabad városok építészeti stílusában hozták létre. A tó halállománya gazdag, a különböző klímahatások következtében nemcsak a földrajzi, hanem állat-, és növényföldrajzi határok is találkoznak. A tó és a közvetlen környéke Közép-Európa legnagyobb madárrezervátuma. Számos költözőmadár fő vonulási útjában – pihenőhelyként – funkciónál. Többek között a szürke, vörös és kanalasgém, a nyári lúd, a vöcsök, a barna- és a rétihéja, a kis és a nagy kócsag fészkel itt. |           |

| | Tokaji borvidék |
| 2002 |                 |
| Kulturális (III)(V) |                 |
| Védett terület: 13 255 ha, puffer zóna: 74 879 ha, hivatkozás: 1063 |                 |
| A Zempléni-hegység lábánál fekvő Tokaj-hegyaljai borvidék szőlősök, gazdaságok, kisvárosok, borospincék bonyolult rendszerével jól illusztrálja a híres bor készítési folyamatát. Tokaj települést a 11. században alapították, neve török eredetű és szőlőt jelent. A híres tokaji aszút a török hódoltság idején kezdték előállítani és erről a termékről lett a térség világhírű. A szőlőtermelés és a borkészítés a kezdetektől fogva meghatározta a térség településszerkezetét, legjellegzetesebb építményei a borospincék. Kétféle típusú pincét alakítottak ki, az ásottat és a boltíveset. Némelyik közülük többszintes, labirintusszerű. A sátoraljaújhelyi Ungvári pince például 27, több szinten kialakított, egymáshoz kapcsolódó pincéből áll. A tokaji bort jellemzően furmintszőlőből készítik, minőségi jellemzőit szigorú szabályok írják elő. A Tisza folyó partján álló Tokaj városának hangulatos történelmi központja is figyelemre méltó. |                 |

## Javasolt helyszínek
A Világörökség Magyar Nemzeti Bizottsága dönt arról, hogy a hozzá beérkezett javaslatok alapján mely helyszíneket tartja esélyesnek és érdemesnek egy valamikori felvételre a világörökségi listára. A következő helyszínek szerepelnek a magyar várományosi listán:
| Név                                                             | Kép | Típus      | Kritérium      | Év   | Link |
| --------------------------------------------------------------- | --- | ---------- | -------------- | ---- | ---- |
| Magyarországi tájházhálózat                                     |     | Kulturális | II, III, VI    | 2017 |      |
| Visegrád, Esztergom királyi székhelyek és a pilisi királyi erdő |     | Kulturális | I, III, IV, V  | 2017 |      |
| A Felső-Tisza-vidék fa harangtornyai                            |     | Kulturális | II, III, IV    | 2017 |      |
| Balaton-felvidék kultúrtáj                                      |     | Vegyes     | IV, V, VII     | 2017 |      |
| A római limes magyarországi szakaszai                           |     | Kulturális | II, III, IV    | 2009 |      |
| Lechner Ödön független premodern építészete                     |     | Kulturális | I, II, III, IV | 2008 |      |
| Komáromi erődrendszer                                           |     | Kulturális | I, II, IV, V   | 2007 |      |
| Mezőhegyesi Ménesbirtok                                         |     | Kulturális | III, IV        | 2000 |      |
| Ipolytarnóci ősmaradványok                                      |     | Természeti | VII, VIII      | 2000 |      |
| Esztergomi vár                                                  |     | Kulturális | -              | 1993 |      |
| A budai termál karsztrendszer barlangjai                        |     | Természeti | VIII           | 1993 |      |

## Megjegyzés
A római limes magyarországi szakaszai – A több ország nemzetközi együttműködésében előkészített javaslatot 2019 májusában, közvetlenül az elfogadás előtt a magyar kormány olyan módon módosította, ami előre láthatóan a jelölés elutasításához vezetett, és így visszavonással ért fel. 
A helyszín ennek ellenére továbbra is szerepel az UNESCO  hivatalos listáján. 